# Gerulfus Kherubim Pareira
Gerulfus Kherubim Pareira, né le 26 septembre 1941 à Lela dans la province des petites îles de la Sonde orientales et mort le 8 octobre 2024, est un prélat indonésien, évêque émérite de Maumere en Indonésie depuis 2018.

## Biographie
Il est ordonné prêtre pour l'ordre de la Société du Verbe-Divin le 22 juillet 1971.

## Évêque
Le 21 décembre 1985, le pape Jean-Paul II le nomme évêque de Weetebula.
Il reçoit l'ordination épiscopale des mains de Gregorius Manteiro le 25 avril suivant. 
Benoît XVI le nomme évêque de Maumere le 19 janvier 2008. Il se retire pour raison d'âge le 14 juillet 2018. 